# Sófia Kovalévskaia
Sófia Vassílievna Kovalévskaia, (rus: Со́фья Васи́льевна Ковале́вская, Moscou, 15 de gener de 1850-Estocolm, 10 de febrer de 1891) va ser una matemàtica russa, la primera dona de l'Europa moderna a obtenir un doctorat en matemàtiques, la primera a formar part del consell editorial d'una revista científica i la primera a ser nomenada professora de matemàtiques.
Hi ha variants i transliteracions alternatives del seu nom i cognom en les seves publicacions acadèmiques. Ella mateixa va utilitzar els de Sonja o Sonia (diminutiu de Sófia) i els de Sophie Kowalevski o Sonia Corvin-Krukovski (el nom de naixement).

## Biografia
Va viure la seva infantesa a Palibino (Belarús). A més de la seva germana, dos dels seus oncles van influir notablement en la seva vida. Un d'ells, un autèntic amant de la lectura, encara que no era matemàtic l'apassionava aquesta ciència; el seu altre oncle li ensenyava ciències i biologia. Als tretze anys va començar a mostrar molt bones qualitats per a l'àlgebra però el seu pare, a qui horroritzaven les 'dones sàvies', va decidir frenar els estudis de la seva filla. Així i tot Sófia va seguir estudiant pel seu compte amb llibres d'àlgebra, en part prestats per un veí físic, i allò que mai no havia estudiat ho va anar deduint a poc a poc. Els anys de la seva adolescència van ser anys de rebel·lia, l'època de les grans revolucions i manifestacions del segle xix en les quals el socialisme feminista anava guanyant terreny.
Fins llavors a les dones se'ls impedia l'accés a la universitat, per la qual cosa es contreien matrimonis de conveniència. Això és el que va fer Sófia per escapar del control patern i poder estudiar. Així es va casar amb Vladímir Kovalevski i va marxar a Heidelberg, on tampoc no la van deixar accedir a la universitat excepte com a oient. Aviat va atreure l'atenció dels professors, que la van recomanar per a la Universitat de Berlín, on era professor Karl Weierstrass, considerat el millor matemàtic de l'època. Allà tampoc no era permès l'accés de les dones a les universitats, però Weierstrass va accedir a treballar amb ella en privat.
Aquesta col·laboració fou profitosa i en aquella època realitzà treballs d'importància sobre equacions diferencials en derivades parcials, funcions abelianes i la dinàmica dels anells de Saturn. Tots tres treballs li valgueren el doctorat -amb la distinció summa cum laude- per la Universitat de Göttingen, el 1874, que va haver d'obtenir in absentia.
Després de la mort del seu marit, el 1883 -del qual s'havia separat el 1881-, participà en el Setè Congrés de Ciències Naturals d'Odessa i acceptà la invitació de Gösta Mitag-Leffler per incorporar-se a la Universitat d'Estocolm, acabada de crear. La plaça com a docent, al principi no remunerada fins a comprovar la seva competència, esdevingué definitiva el 1884, en què va ser nomenada oficialment professora per un període de cinc anys. S'incorporà aleshores també a la direcció de la prestigiosa revista Acta Mathematica. Durant aquest temps Sófia va militar activament en els moviments socialistes, fet que li valgué l'enemistat del professorat més conservador. Fou també l'època en què escrigué un important article sobre la rotació de cossos sòlids respecte a punts fixos, que més tard seria premiat per l'Acadèmia de Ciències de París, l'any 1888. L'any 1889, per iniciativa de Txebixov, Kovalévskaia va ser nomenada membre de l'Acadèmia Russa de les Ciències, la primera dona que hi era admesa.
Després d'un viatge per França l'any 1891, morí de pneumònia a Estocolm aquell mateix any.

## Aportacions matemàtiques
A partir de 1874 i al llarg de la seva carrera va publicar diversos articles sobre anàlisi matemàtica, matemàtica aplicada, física matemàtica i mecànica celeste. En molts casos eren teories pioneres o bé obrien pas a recerques futures. Les seves principals aportacions van ser:
- El teorema de Cauchy-Kovalévskaia, que fou publicat al Journal für die reine und angewandte Mathematik (Journal de Crelle). Assegura l'existència i unicitat de solucions analítiques (holomorfes) per a sistemes d'equacions diferencials en derivades parcials d'ordre arbitrari. Cauchy n'havia demostrat prèviament un cas particular, el d'equacions d'ordre un.
- En una altra recerca en què havien treballat els més importants matemàtics del segle xix -Legendre, Abel i Jacobi, Riemann i Weierstrass- estudiava els casos en els quals les funcions abelianes de tercer ordre poden ser reduïdes a integrals el·líptiques, reemplaçant un criteri transcendent per un d'algebraic.
- Seguint una proposta de Weierstrass va investigar la propagació i refracció de la llum en un medi cristal·lí, un problema de física matemàtica.
- El seu estudi sobre la dinàmica dels anells de Saturn superava les aportacions de Laplace i Maxwell, que havien estudiat abans la constitució i estructura d'aquests anells. La proposta de Kovalévskaia –forma oval, amb partícules de gel i roques, com posteriorment es demostrà– es basava en un desenvolupament en sèrie de Fourier, i establia un sistema amb infinites variables pel mètode d'aproximacions successives. Plantejava així dos problemes importants en matemàtica aplicada, l'anàlisi d'errors i l'estabilitat, a més de proposar, de manera heurística, tècniques per resoldre equacions integrals.
- Un dels seus estudis més importants es refereix a la teoria de la rotació d'un cos rígid, un problema que havia suggerit repetidament l'Acadèmia de Ciències de Prússia. Abans d'ella, les solucions s'havien desenvolupat només per a casos en què el cos és simètric, amb les aportacions d'Euler i de Lagrange. En el seu treball, a partir d'un sistema de sis equacions diferencials, Kovalévskaia establí la teoria per a un cos qualsevol, no necessàriament simètric, el centre de masses del qual no cal que es trobi en l'eix.
- La demostració simplificada del teorema de Burns, sobre equacions en derivades parcials, va ser publicada després de la seva mort a la revista Acta Mathematica.

## Premis
El 1888 obtingué el Prix Bordin de l'Acadèmia de Ciències Francesa en reconeixement de la seva investigació Sobre el problema de la rotació d'un cos sòlid sobre un punt fix. L'excel·lència del seu treball es va considerar tan excepcional que la dotació del premi es va incrementar de 3.000 a 5.000 francs «pel servei extraordinari prestat a la física matemàtica per aquest treball». 
L'any següent, l'Acadèmia d'Estocolm li concedia un premi de 1.500 corones per dos articles més en què prosseguia aquesta recerca.

## Aportacions literàries
Kovalévskaia també va escriure obres no matemàtiques, on abocà el talent literari de la seva ment creativa i la diversitat dels seus interessos:
Les seves memòries, Records de la infància, que es van editar després a França, seguides d'una biografia escrita per Anne Charlotte Leffler sobre els seus anys de maduresa, es publicaren el 1889 a Suècia amb el nom Les germanes Raievski. 
Una noia nihilista (Nihilistka) és una novel·la breu i fins a cert punt autobiogràfica, escrita el 1884 i publicada pels seus amics el 1892, amb el títol Vera Barantsova, després de la seva mort. Hi mostra el camí de la noia russa envers el nihilisme i transmet l'atmosfera del moviment revolucionari dels anys de la seva joventut. Una jove Vera –potser inspirada en Vera S. Gontxarova, que s'havia casat amb Isaac Pavlovsky-, després d'haver decidit dedicar la vida a les idees progressistes, es casa amb un nihilista condemnat a treballs forçats i el segueix fins a Sibèria per alleujar el seu dolor. Representa el compromís en un món que es manté indiferent i escèptic.
Amb la seva amiga Anne Charlotte Leffler, germana de Gösta Mittag-Leffler, va escriure La lluita per la felicitat. Dos drames paral·lels (Kampen för Lyckan, tva paralleldramer), signat per K. L. i editat a Estocolm el 1887. L'obra representa el destí d'unes mateixes persones des de dos punts de vista oposats: com era o havia estat i com hauria pogut ser. El doble pseudònim les incloïa a totes dues, Korvin-Leffler: «No crec que dues amigues hagin gaudit tant de la mútua companyia com nosaltres, i serem el primer exemple en la literatura de dues dones que col·laboren».  

## Reconeixements arreu del món
El  Premi Kovalevskaya és un premi concedit des de 1992 pel Departament de Matemàtiques de l'Acadèmia de Ciències de Rússia, per resultats destacables en matemàtiques.
Des de 1985, l'AWM  (Association for Women in Mathematics) organitza i patrocina els Sonia Kovalevsky Days (SK Days) Arxivat 2019-04-25 a Wayback Machine. a les facultats i universitats de tot el país. Consisteixen en un programa de tallers, xerrades i concursos de resolució de problemes per a estudiants de secundària ―high school  i middle school― i els seus professors, dones i homes, amb el propòsit d'animar les dones joves a continuar el seu estudi de les matemàtiques, i ajudar-les en les transicions entre les matemàtiques de secundària i de la universitat.
L'AWM i la Societat de Matemàtica Industrial i Aplicada (SIAM) celebren plegades des de 2003 la Conferència anual Sonia Kovalevsky Arxivat 2019-04-25 a Wayback Machine. per ressaltar importants contribucions de les dones a les matemàtiques aplicades o computacionals.
La Fundació Alexander von Humboldt atorga des de 2002 un dels premis acadèmics més valuosos d'Alemanya amb el nom de Sófia Kovalèvskaia. Els destinataris del premi, que pot ascendir fins als 1.65 milions d'euros, poden treballar fins a cinc anys en projectes d'investigació en universitats alemanyes i conformar els seus propis grups de treball. L'objectiu és donar oportunitats i recursos als joves investigadors de tots els camps.
El 1985,  Ann Hubner Koblitz i el seu marit Neal Koblitz van establir el Fons Kovalévskaia, amb els drets d'autor de les vendes del seu llibre sobre la matemàtica russa, per encoratjar i donar suport a les dones en països en desenvolupament, en els àmbits de les ciències, les matemàtiques, l'enginyeria i la medicina.

## Eponímia
Alguns elements celestes porten el seu nom:
- (1859) Kovalévskaia,  asteroide descobert per Liudmila Juravliova el 4 de setembre de 1972 des de l'Observatori Astrofísic de Crimea (Naütxni).
- Kovalévskaia és el nom d'un prominent cràter d'impacte que es troba en la cara oculta de la Lluna.

## Memòria i recreacions
Algunes novel·les recreen o recullen el personatge de Sófia Kovalévskaia.
- Sans dessus dessous (El secret de Maston). En aquesta novel·la de Jules Verne (1889) i en el context d'una conversa entre el matemàtic J.T. Maston i Evangelina Scorbitt -el personatge que li finançarà el projecte- s'hi expressen comentaris sobre la capacitat científica de les dones. Maston hi intercala un comentari que fa al·lusió a Sófia Kovalévskaia: ...tot i que hagin existit i existeixin, particularment a Rússia, algunes dones matemàtiques molt notables. Sembla que Verne va afegir aquesta frase per mitigar el caràcter misogin del text inicial, per suggeriment del matemàtic Albert Badoureau, que l'assessorava en la redacció de la novel·la i coneixia la matemàtica russa.[12][13]
- Massa felicitat (2009), d'Alice Munro, pren el nom de l'últim conte del recull, i aquest reprodueix les darreres paraules que s'atribueixen a Kovalévskaia abans de morir. Munro explica en els agraïments finals que Sófia l'havia seduït per la seva doble vessant de matemàtica i novel·lista. El relat, que comença el 1891, recrea el personatge de Kovalévskaia en l'última època de la seva vida, els seus records, la passió per l'estudi, les dificultats amb què es va trobar, els seus èxits i desenganys.[14]

La casa familiar de Polibino ha esdevingut un Museu-Memorial de Sófia Kovalévskaia Arxivat 2019-01-21 a Wayback Machine..